# ハンガリー語版ウィキペディア
ハンガリー語版ウィキペディア（ハンガリーごばんウィキペディア、Magyar Wikipédia）は、ウィキメディア財団が運営する多言語百科事典プロジェクト「ウィキペディア」のハンガリー語版である。ウィキペディアの創設者の一人である、ラリー・サンガーによって2001年9月1日に発足した。ハンガリー語版ウィキペディアは2015年5月7日に総項目数が30万を突破した。2018年3月1日現在、427,213本の記事があり、ウィキペディアの中で24番目に記事数が多い。
ハンガリー語版ウィキペディアの各ページでは、画面左にある他言語版(Más nyelveken)の一覧において、英語版(English)が最上部に位置している。英語版以下の言語版の配列はウィキペディア日本語版などと同一である。（2013年現在。ハンガリー語版ウィキペディアメインページなどを参照。）

## 歴史
ハンガリー語版ウィキペディアはラリー・サンガーによって2001年9月5日につくられた。彼はhttp://hu.wikipedia.com/というアドレスを作った。何ヶ月かの間に多少のハンガリー語の記事は作られたが、荒らしの問題もあった。
現在のようなハンガリー語版ウィキペディアは2003年7月8日にゲルバイ・ペーテルによってはじめられた。ハンガリー語版のメインページは、ハンガリーのインターフェースとハンガリー語で提供されるようになり、アドレスはhttp://hu.wikipedia.org/になった。ハンガリー語版ウィキペディアは着実に成長し、2003年には34番目の規模だったが、2005年12月には18番目となり、2009年12月には17番目になったが、その後わずかに順位を落とし2011年9月には19位になった。
2021年7月1日時点で、489,333の記事、478,814人の利用者、29人の管理者がいる。

### マイルストーン

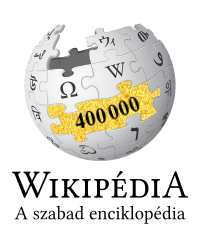
ハンガリー語版ウィキペディア40万記事記念ロゴ

ハンガリー語版ウィキペディアは5万記事を2007年2月7日に達成し、10万記事を2008年7月17日に達成した。そして15万記事目を2009年12月25日に達成し、パッラス大事典のサイズと同等になった。20万記事は2011年の9月に達成した。
2010年6月17日、秀逸な記事の項目数が500に到達した。
2015年5月7日ハンガリー語版ウィキペディアは30万記事を達成した。
2016年12月15日40万記事を達成した。

## 最も議論されている記事
オックスフォード大学の2013年の研究によれば、ハンガリー語版ウィキペディアで最も議論されている記事はGypsy crimeである。